# 沙帕达-杜斯吉马朗伊斯
沙帕达-杜斯吉马朗伊斯是巴西马托格罗索州的一个市镇。总面积6206.573平方公里，总人口17980人，人口密度2.9人/平方公里。